# German Juniors 2023
Das German Juniors 2023 im Badminton fand vom 4. bis zum 8. März 2023 im Sportforum Hohenschönhausen in Berlin statt. Es war die 38. Austragung dieses bedeutendsten internationalen Badminton-Juniorenwettkampfs in Deutschland.

## Sieger und Platzierte
| Disziplin    | Gold                       | Silber                  | Bronze                     |
| ------------ | -------------------------- | ----------------------- | -------------------------- |
| Herreneinzel | Yudai Okimoto              | Eogene Ewe              | Ayush Shetty               |
| Herreneinzel | Yudai Okimoto              | Eogene Ewe              | Wang Zijun                 |
| Dameneinzel  | Xu Wenjing                 | Mihane Endo             | Park Seul                  |
| Dameneinzel  | Xu Wenjing                 | Mihane Endo             | Mei Sudo                   |
| Herrendoppel | Lee Jong-min Park Beom-soo | Chen Zhehan Lin Xiangyi | Chen Yongrui Wang Xiaokai  |
| Herrendoppel | Lee Jong-min Park Beom-soo | Chen Zhehan Lin Xiangyi | Xu Huayu Zhu Yijun         |
| Damendoppel  | Mei Sudo Nao Yamakita      | Li Huazhou Zhang Yuhan  | Huang Kexin Huang Xinyao   |
| Damendoppel  | Mei Sudo Nao Yamakita      | Li Huazhou Zhang Yuhan  | Kwak Seung-min Park Seul   |
| Mixed        | Gao Jiaxuan Huang Kexin    | Zhu Yijun Liao Lixi     | Lee Min-wook Yeon Seo-yeon |
| Mixed        | Gao Jiaxuan Huang Kexin    | Zhu Yijun Liao Lixi     | Lin Xiangyi Zhang Wenxiao  |